# Strumigenys jepsoni
Strumigenys jepsoni är en myrart som beskrevs av Mann 1921. Strumigenys jepsoni ingår i släktet Strumigenys och familjen myror. Inga underarter finns listade i Catalogue of Life.